# Beverly Roberts
Beverly Roberts (New York City, 19 maggio 1914 – Laguna Niguel, 13 luglio 2009) è stata un'attrice statunitense.

## Biografia
Notata nel 1935 da un agente della Warner Bros. mentre cantava in un night club di New York, ottenne un contratto ed esordì da protagonista con Al Jolson nel film The Singing Kid (1936) e con Humphrey Bogart in Two Against the World. Nel 1937 fu al fianco di George Brent in La legge della foresta, il primo film in Technicolor della Warnes Bros. Nei due anni successivi apparve in altri quindici film, tra i quali Flirting with Fate, durante le cui riprese conobbe l'attrice Wynne Gibson, con la quale si legò per tutta la vita.
Insoddisfatta delle parti che le venivano offerte, nel 1940 lasciò il cinema e si dedicò al canto, al teatro, alla radio e poi anche alla televisione. Nel 1954 Beverly Roberts tornò a New York per assumere l'incarico di amministratrice della Theater Authority, un'organizzazione di tutela sindacale degli attori. Lasciò l'incarico nel 1977 per ritirarsi con Wynne Gibson nella loro casa di Laguna Niguel, in California. Deceduta nel 2009, Beverly Roberts è sepolta accanto all'amica nel Forest Lawn Memorial Park di Glendale.

## Filmografia
- The Singing Kid (1936)
- Sons o' Guns (1936)
- Two Against the World (1936)
- Hot Money (1936)
- Ali sulla Cina (1936)
- La legge della foresta (1937)
- Tradimento (1937)

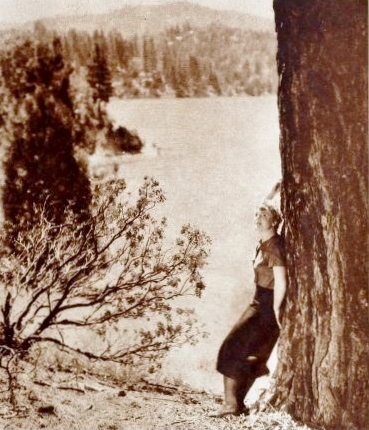
Nel film La legge della foresta

- Milionario su misura (The Perfect Specimen), regia di Michael Curtiz (1937)
- West of Shanghai (1937)
- Expensive Husbands (1937)
- Daredevil Drivers (1938)
- Making the Headlines (1938)
- Call of the Yukon (1938)
- Tenth Avenue Kid (1938)
- Flirting with Fate (1938)
- Strange Case of Dr. Meade (1938)
- I Was a Convict (1939)
- Prima colpa (1939)
- Tropic Fury (1939)
- Main Street Lawyer (1939)
- Scacco al patibolo (1939)